# Cladeutes discedens
Cladeutes discedens là một loài tò vò trong họ Ichneumonidae.